# Volodímir Vakúlenko
Volodymyr Vakúlenko (ucraïnès: Володимир Володимирович Вакуленко; 1 de juliol de 1972 - 2022) va ser un poeta, escriptor infantil i viquipedista, que també estava involucrat en el voluntariat i l'activisme. Va ser assassinat durant l'ocupació russa de l'àrea de Khàrkiv a Ucraïna el 2022. Va rebre el Premi Literari Internacional Oles Uliànenko i va ser guanyador del concurs Les' Martòvitx.
Vakúlenko va ser segrestat pels invasors russos prop d'Izium abans de morir durant l'ocupació temporal de l'óblast de Khàrkiv. L'exesposa de Vakúlenko, Irina Novitska, va escriure, segons declaracions recollides pel PEN Ucraïnès (PEN Club Ukraine), que s'havia informat als pares de Vakulenko que, després dels resultats de la perícia d'ADN, s'identificava el cos del seu fill a la tomba núm. 319.